# Ruhrstahl X-4
El Ruhrstahl X-4 era un misil filoguiado diseñado por Alemania durante la Segunda Guerra Mundial. Los X-4 no llegaron a ser operacionales, así que no entraron en combate. También se desarrolló una variante antitanque, llamada X-7. El X-4 fue la base para el desarrollo de muchos misiles antitanque filo-guiados con base en tierra, como el Malkara.

## Historia
Durante 1943, la 8ª Fuerza Aérea de la USAAF efectuó una serie de incursiones contra Alemania, que resultaron en pérdidas desastrosas, lo cual obligó a la Luftwaffe a buscar formas más efectivas de aumentar el poderío aéreo sin pérdidas de cazas ni tripulaciones. Los masivos esfuerzos emprendidos dieron como resultado el desarrollo de cañones automáticos pesados, de misiles aire-aire, de misiles SAM y del X-4.

## Derribar bombarderos fuera del alcance de sus ametralladoras
Los trabajos con el X-4 empezaron en junio de 1943 bajo la dirección del Dr. Max Kramer en Ruhrstahl. La idea era construir un misil que  pudiera ser lanzado fuera del alcance de las ametralladoras de los bombarderos aliados, mientras era guiado para asegurar su impacto en el blanco elegido. 

## Especificaciones
Fuente: Página Luft'46 acerca del Misil X-4

### Motor
EL X-4 alcanzó estas especificaciones y más: su motor cohete BMW 109-448 llevaba al misil a velocidades superiores a 1152 km/h, manteniendo alejado al avión lanzador a más de 4 km (lo típico era 1,5 a 3,5 km), en tanto que las armas defensivas tenían un alcance máximo de 1 km. 

### Combustible
El cohete utilizaba una mezcla hipergólica de S-Stoff (ácido nítrico con un 5% de cloruro férrico) y R-Stoff (una mezcla de aminas orgánicas al 50% de dietilaminobenceno y 50% de trietilamina llamada Tonka 250) como propelente, desarrollando 1,4 kN de empuje. No había espacio para una bomba de combustible, así que el combustible era bombeado al motor por medio de pistones dentro de largos tubos, y éstos estaban enrollados para hacerlos calzar con la estructura. El S-Stoff era corrosivo, así que disolvía todos los metales en los que se depositaba y era muy peligroso para manipularlo. Los alemanes planeaban reemplazar este motor por uno de combustible sólido tan pronto fuera posible.

### Sistema de guía y estabilización
El misil se estabilizaba girando alrededor de su eje longitudinal a una velocidad de 60 rpm. Esto significaba que cualquier asimetría en el empuje del motor o inexactitudes en las aletas de control podían ser manejadas mientras el misil volaba. Las señales iban al misil por dos cables que estaban unidos al cuerpo de misil y corregían la dirección mediante movimientos de las superficies de control de las aletas. Un giróscopo mantenía estabilizado el misil y traducía las variaciones al joystick del piloto, permitiendo las guiñadas y cabeceos aunque el misil rotara. Se agregaron luces a dos de las aletas de la parte media del fuselaje y eran usadas para ver el misil a través del humo de su cohete.

### Carga bélica

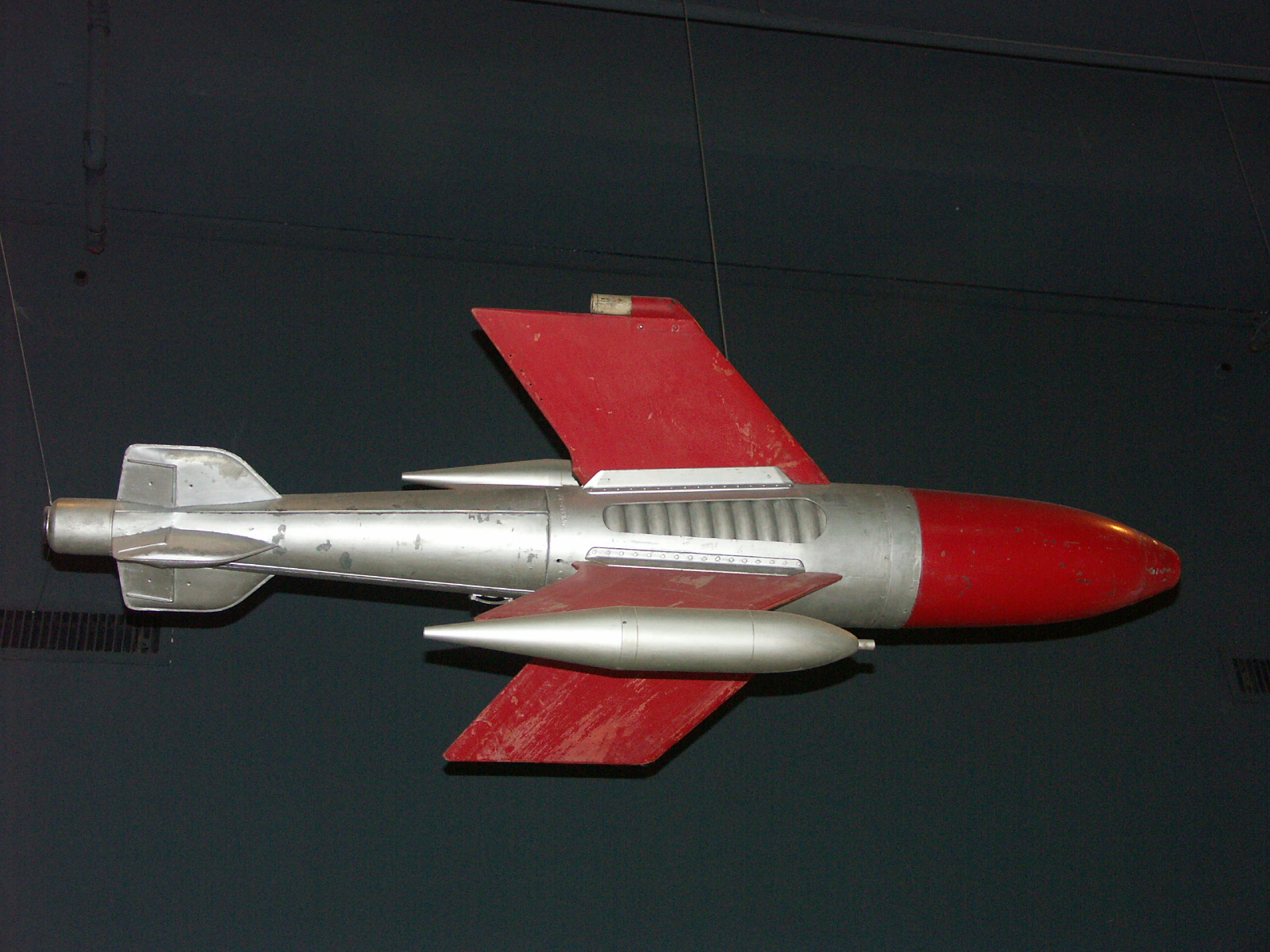
Kramer X4 en el Deutsches Museum de Múnich.

La cabeza de combate consistía en un dispositivo de fragmentación de 20 kg con un radio letal de 8 m. Se piensa que el piloto podía maniobrar el misil en términos de virajes y cabeceo, pero en los rangos máximos el piloto no podía juzgar finamente. Por esta razón, el misil tenía una espoleta de proximidad conocida como Kranich, un sistema acústico sintonizado en el sonido de los motores de los B-17 en vuelo.
Cuando se aproximaban a alta velocidad desde atrás, el efecto Doppler podía subir a una alta frecuencia, pero si pasaba de largo, la frecuencia caería a cero haciendo estallar la carga explosiva.

## Características técnicas

### Misil aire-aire X4
- Función primaria: misil aire-aire de corto rango
- Motor: BMW 109-448 motor de combustible líquido que daba 16 kN de empuje por 33 s
- Longitud: 2,01 m
- Envergadura: 0,726 m
- Peso: 60 kg, (cabeza de guerra: 20 kg, de fragmentación)
- Velocidad: 1.130 km/h (325 m/s)
- Rango máximo: 3,5 km
- Sistema de guía: guía visual MCLOS FuG 510/238 «Düsseldorf/Detmold» con control por cable
- Espoleta: espoleta de proximidad Kranich, sintonizada en la frecuencia de las hélices de los bombarderos aliados

### Misil antitanque X7
- Función primaria: misil antitanque
- Motor: motor cohete de combustible sólido
- Longitud: 0,95 m
- Envergadura: 0,6 m
- Peso: 60 kg, (cabeza de guerra: 2,5 kg, carga hueca)
  - Penetración: mayor a 200 mm a 30°[2]
- Velocidad: 880 km/h (245 m/s)
- Rango máximo: 1 km
- Sistema de guía: guía visual MCLOS FuG 510/238 «Düsseldorf/Detmold» con control por cable
- Espoleta: espoleta de impacto

## Primer vuelo
Realizó su primer vuelo el 11 de agosto de 1944 utilizando un Focke-Wulf Fw 190 como plataforma de lanzamiento. En evaluaciones posteriores se usaron Junkers Ju 88 y Messerschmitt Me 262. Sin embargo, no fueron lanzados desde este último. El X-4 estaba diseñado para ser disparado desde cazas monoplazas, pero el problema de guiar el misil y a la vez pilotar el avión resultó insalvable. Así que el X-4 fue redirigido a aviones multiplazas, como el Ju 88, mientras que el cohete R4M fue usado en monoplazas.

## Fácil de construir
El X-4 estaba diseñado para ser construido por mano de obra no cualificada. Para principios de 1945, la fábrica de Ruhrstahl Brackwede había producido más de 1000 chasis (aproximadamente 1300), y estaban esperando los motores cuando la fábrica que los producía (la fábrica de BMW Stargard) fue bombardeada. Es posible que varios X-4 fuesen usados en los últimos días de la Segunda Guerra Mundial. No obstante, jamás fue entregado a la Luftwaffe.